# موسيقى غربية
الموسيقى الغربية هو مصطلح يطلق على الأنواع الموسيقية الناشئة في العالم الغربي، ومن بين تلك الأنواع الموسيقى الكلاسيكية الغربية، وموسيقى الجاز الأمريكية، والموسيقى الريفية (country music)، والبوب، والروك آند رول وال ديسكو وال بلوز والموسيقى الفولكلورية وال راب وال تكنو. وقد يكون هذا المصطلح غير دقيق بعض الشيء، وذلك لأن مفهوم العالم الغربي قد تغير مع مرور الزمن، حيث كان يشير إلى الدول الأوروبية ومستعمراتها وراء البحار.

## النقد الموسيقى
هو اظهار المميزات والعيوب عند سماع الموسيقى سواء من الناحية الفنية أو تراها كمشاهد عند الحكم عليها بقبول هذا الاداء أو الرفض.